# 宋斆
宋斆（1692年—1763年），字惟典，號念亭，江南蘇州府長洲縣人，清朝政治人物。

## 生平
宋斆來自蘇州長洲宋氏家族。本生曾祖宋學程為宋學朱弟；本生祖宋世瀧（原名德寀，字文森，號城南）為崑山附貢生；本生父宋基業為宋世瀧次子，出嗣叔父宋德賓。本生母周氏。宋斆為宋基業長子，出嗣宋學程弟宋學張孫宋修業，有弟宋敞等。
宋斆為長洲貢生，康熙五十八年（1719年）任浙江嵊縣知縣，任內賑災興學有政聲，《嵊縣志》有傳。雍正二年冬（1725年1月）丁本生父憂回籍，服闋，乾隆元年（1736年）恩詔補四川中江縣知縣，五年（1740年）調華陽縣知縣，七年（1742年）升安徽池州府同知，十二年（1747年）任寧國府知府，授中憲大夫，任內修府志，並辦學建橋賑災等有政聲，十八年（1753年）以老致仕。宋斆致仕後遷居溧陽，是為始滋堂支。二十八年（1763年）卒於家，與夫人曹氏合葬於吳縣鹿山。嘉慶十一年（1806年）入祀寧國府名宦祠。

## 家庭
夫人為嘉善曹氏曹源女；側室沈氏。有五子：宋懋、宋璋、宋珮、宋琳及宋璇。還有三女：長女嫁浙江監生萬縈前；次女嫁浙江監生柴遵高；三女嫁固原游擊丁士偉。